# Muhammad Nur
Muhammad bin Muhammad Nur Adam Havsáví (známý jako Abu Nooran / Abu Nuran nebo Noor / Nur; * 26. února 1978) je bývalý saúdskoarabský fotbalista, který hrál jako ofenzivní záložník. Téměř celou svou kariéru hrál za Al Ittihad. V roce 2013 byl nucen klub kvůli finančním problémům opustit a hrál za Al-Nassr. Následně se do Ittihadu vrátil. Reprezentoval Saúdskou Arábii, hrál na Mistrovství světa ve fotbale 2002.